# Hnutí Jiskra
Hnutí Jiskra, maďarsky Szikra Mozgalom, zkráceně maďarsky Szikra, je krajně levicové politické hnutí v Maďarsku založené v roce 2020. V parlamentních volbách 2022 kandidovalo v rámci koalice Společně pro Maďarsko a získalo jeden poslanecký mandát v Zemském sněmu, který obsadil András Jámbor.

## Historie
Hnutí vzniklo již roku 2019 pod názvem Szabad Budapest. O rok později se přetvořilo v politické hnutí s ostalgickým názvem Szikra Mozgalom. Před parlamentními volbami v roce 2022 hnutí svoupilo do široké levicově–zelené koalice s názvem Společně pro Maďarsko, jejímiž členskými subjekty mimo jiné byly i postkomunistická Maďarská socialistická strana (MSZP), ale i krajně pravicové nacionalistické Hnutí za lepší Maďarsko (Jobbik). Hnutí Jiskra ve volbách dosáhlo úspěchu pouze v jednomandátovém volebním obvodu č. 6 v Budapešti, kde byl s masivní podporou všech ostatních stran zvolen poslancem Zemském sněmu ultralevicový aktivista a bývalý novinář András Jámbor.

## Stranický aparát a struktura
Szikra se profiluje jako demokratická organizace fungující ve formální a hierarchické struktuře. Za inspirativní příklady vidí kampaně Jeremyho Corbyna nebo Bernieho Sanderse a aktivity krajně levicových stran jako jsou řecká Syriza a španělský Podemos.

### Předsednictvo
- Členové předsednictva (2022– ): Áron Bereczki, András Jámbor, Gergő Nagy, Nóra Schultz, Máté Tárkányi.

### Podporovatelé hnutí
- Olivér Csepella, hudebník.
- Márk Áron Éber, sociolog.[2]
- Renátó Fehér, básnířka.
- Zsuzsa Ferge, socioložka.[3]

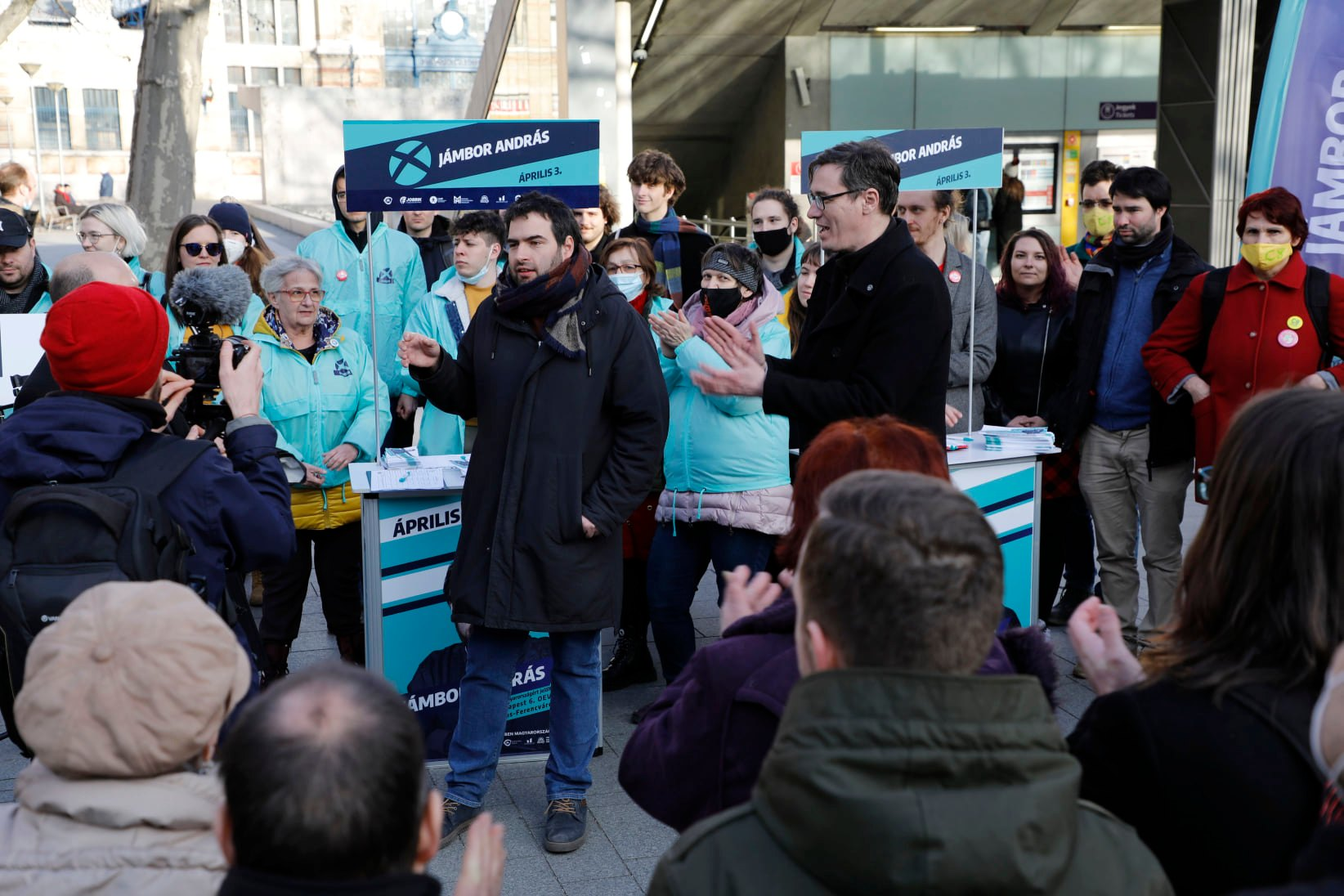
András Jámbor a Gergely Karácsony během kampaně hnutí Jiskra

- Gergely Karácsony, levicový politik a primátor Budapešti za Dialog – Strana zelených.
- Jenő Setét, romský občanskoprávní aktivista.[3]
- Kamilla Vida, básnířka.

## Kritika
V polovině února 2023 nejméně patnáct krajně levicových radikálů z hnutí Antifa, většinou zahraničních – německých, italských (Ilaria Salisová) a řeckých – napadlo na čtyřech místech v Budapešti osm kolemjdoucích, brutálně je zbili a některé z nich vážně zranil. Oběti byly náhodně vybrány na základě oblečení ve vojenském stylu. Budapešťské policejní ředitelství ustavilo speciální vyšetřovací tým. V souvislosti s těmito útoky byla mimo jiné zatčena i Krisztina D., aktivistka a členka hnutí Jiskra. Během domovní prohlídky v jejím bytě vyšetřovatelé našli téměř tři sta pornografických nahrávek sexuálního zneužívání nezletilých osob do dvanácti let, včetně dvou až tříletých dětí. Muž, který byl podle policie majitelem pedofilních nahrávek, se po doručení příkazu k výslechu jako podezřelého oběsil v obejktu bývalých kasáren v Biatorbágy.

## Volební výsledky

### Jednomandátový volební obvod č. 6 v Budapešti
| Subjekt                        |                                | Kandidát                       | Počet hlasů | %     | ± %    |
| ------------------------------ | ------------------------------ | ------------------------------ | ----------- | ----- | ------ |
| Společně pro Maďarsko          |                                | András Jámbor                  | 21 462      | 48,31 | ▼ 4,9  |
| Fidesz–KDNP                    |                                | Botond Sára                    | 18 561      | 41,78 | ▲ 1,27 |
| Mi Hazánk Mozgalom             |                                | Dóra Dúró                      | 2 159       | 4,86  | —      |
| MKKP                           |                                | Zsuzsanna Döme                 | 1 933       | 4,35  | ▲ 2,06 |
| Normális Élet Pártja           |                                | Béla Haga                      | 307         | 0,69  | —      |
| Počet odevzdaných hlasů        | Počet odevzdaných hlasů        | Počet odevzdaných hlasů        | 44 953      | 65,67 | ▲ 0,79 |
| Počet občanů s volebním právem | Počet občanů s volebním právem | Počet občanů s volebním právem | 68 448      | 100   | ▼ 5,21 |